# Mostafa el-Nahas
Mostafa el-Nahas Pasha, Mostafa Nahas ou Mostafa Nahhās (em árabe egípcio: مصطفى النحاس باشا) (15 de junho de 1879 – 23 de agosto de 1965) foi um jurista e político egípcio que foi primeiro-ministro do seu país por cinco vezes.

## Infância, educação e exílio
Nasceu em Samanud (Gharbiyya), onde o seu pai era comerciante de madeira. Formou-se na Escola Elementar el-Nassereyya no Cairo, em 1891. Formou-se também na Escola Secundária Khedivial em 1896. Depois de obter a sua licença na Faculdade de Direito Khedivial em 1900, trabalhou no escritório de advogados de Mohammad Farid antes de abrir o seu próprio consultório em Mansoura. Em 1904, tornou-se juiz no Tribunal Nacional de Tanta. Foi demitido do cargo em 1919, quando se juntou ao Partido Wafd como representante do Partido Nacional Egípcio. Exilado com Saad Zaghlul nas Seicheles em 1921-1923, Nahhas foi escolhido após o seu repatriamento para representar Samanud na primeira Câmara dos Representantes eleita pela Constituição de 1923.

## Carreira política
Tornou-se Ministro das Comunicações em 1924. Reeleito em 1926 como representante de Sir Abu Nanna (Gharbiyya), o Reino Unido vetou a sua nomeação para outro cargo ministerial. Foi eleito um dos dois vice-presidentes da Câmara, tornando-se o seu presidente em 1927. Após a morte de Sa'd Zaghlul, em agosto de 1927, derrotou o sobrinho de Sa'd na competição para assumir a liderança do Partido Wafd. Exerceu as funções de primeiro-ministro em 1928, 1930, 1936-1937, 1942-1944 e 1950-1952.
Nahhās tomou como esposa uma mulher muito jovem, Zaynab al-Wakīl, que era cerca de trinta anos mais nova do que ele e que terá tido grande influência sobre o marido, desempenhando um papel decisivo no fim da amizade entre Mustafa al-Nahhās e Makram Ebeyd.

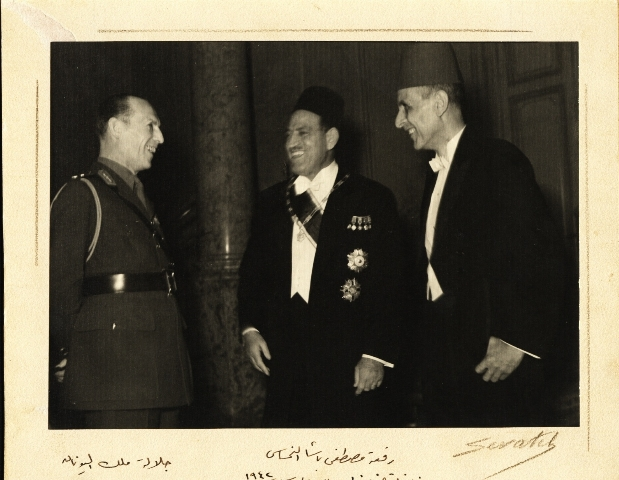
Mustafā al-Nahhās (ao centro) com o Rei Paulo da Grécia (à esquerda).

Contribuiu para a criação da Liga Árabe em 1944. Foi primeiro-ministro apenas durante alguns meses em 1928, depois de entrar em conflito com o rei, devido à sua intenção de limitar estritamente os poderes do soberano, que também era muito propenso à vontade dos ocupantes britânicos. Quando eclodiu a Grande Revolta Árabe Palestiniana de 1936-1939, al-Nahhās auxiliou o Comité Supremo Árabe na defesa dos direitos do povo palestiniano. Foi signatário do Tratado Anglo-Egípcio de 1936, embora não tenha hesitado em denunciá-lo em 1951. Isto desencadeou revoltas antibritânicas no país que levaram à sua demissão como primeiro-ministro em janeiro de 1952.
Após o golpe militar de 1952, o Wafd — tal como todos os outros partidos — foi dissolvido. Juntamente com a sua esposa, al-Nahhās foi novamente preso entre 1953 e 1954. Foi então forçado a retirar-se para a vida privada.
A sua morte, a 23 de agosto de 1965, levou a grandes manifestações em massa no seu funeral, o que foi permitido, mas não bem recebido pelo governo de Gamal al-Nasser..